# E3 Media and Business Summit 2007
La E3 Media and Business Summit 2007 o simplemente E3 2007, cambió de formato para pasar del evento multitudinario en el que se había convertido hasta entonces, a un evento más íntimo. Se celebró en salones de hotel en vez de pabellones, sustituyendo Los Ángeles por Santa Mónica (California), los días 11, 12 y 13 de julio. Acudieron unas 10 mil personas, mientras que en el evento anterior, el E3 2006, acudieron más de 60 mil.

## Los expositores del E3

### 23 de abril de 2007
Este día ya se había confirmado[cita requerida] que había 32 expositores en el E3, destacando: Activision, Atari, Atlus, Disney Interactive Studios, Capcom, Codemasters, Eidos Interactive, Electronic Arts, Konami, LucasArts, Majesco, Microsoft, Nintendo, Sega, Sony Computer Entertainment y Square Enix.

## Los juegos del E3
En el E3 del 2007 se pudieron contemplar y/o jugar juegos como: Call of Duty 4: Modern Warfare, Guitar Hero III, Resident Evil 5 de Capcom, Burnout Paradise, FIFA 08, Madden NFL 08, Need for Speed: ProStreet, Pro Evolution Soccer 2008 o Metal Gear Solid 4: Guns of the Patriots.

### Microsoft
- Blue Dragon
- Lost Odyssey
- Project Gotham Racing 4
- Halo 3

### Nintendo
- Wii Balance Board
- Wii Zapper
- Wii Wheel
- Wii Fit
- Mario Kart Wii
- Super Smash Bros. Brawl
- Super Mario Galaxy
- De Blob
- Contra 4
- Metroid Prime 3: Corruption
- Soulcalibur Legends

### Sony
- Metal Gear Solid 4: Guns of the Patriots
- Gran Turismo 5
- Resident Evil 5
- Star Wars: The Force Unleashed
- Heavenly Sword
- Killzone 2
- Ratchet & Clank Future: Tools of Destruction
- Uncharted: Drake's Fortune
- Burnout Paradise
- Silent Hill 5

### Namco Bandai Games
- Ace Combat 6: Fires of Liberation
- Beautiful Katamari
- Culdcept SAGA
- Digimon World: Dawn
- Digimon World: Dusk
- Dynasty Warriors Gundam
- Eternal Sonata
- .hack//G.U. Vol. 3
- Namco Museum DS
- Namco Museum Remix
- Naruto: Ultimate Ninja Heroes
- Naruto: Uzumaki Chronicles 2
- Smash Court Tennis 3
- Soul Calibur Legends
- Space Station Tycoon
- Tale of the World: Radiant Mythology
- Time Crisis 4

### THQ
- WWE SmackDown vs. Raw 2008

### Ubisoft
- Assassin's Creed
- Nitrobike